# Loxophlebia omalesia
Loxophlebia omalesia är en fjärilsart som beskrevs av William Schaus 1920. Loxophlebia omalesia ingår i släktet Loxophlebia och familjen björnspinnare. Inga underarter finns listade i Catalogue of Life.